# Раковский, Михаил Евгеньевич
Михаил Евгеньевич Раковский (4 ноября (17 ноября) 1908, Москва, Российская империя — 9 мая, 1984, Москва, РСФСР) — советский государственный деятель, председатель Государственного комитета по приборостроению, средствам автоматизации и систем управления при Госплане СССР — министр СССР (1963—1965).

## Биография
Родился в семье учителя.
В 1931 году окончил Московский химико-технологический институт им. Д. И. Менделеева по специальности инженер-технолог. Член ВКП(б) 1942 года. Кандидат технических наук (1946).
- 1931—1933 гг. — инженер производственного отдела треста «Союзгаз» наркомата тяжелой промышленности СССР, г. Москва.
- 1933—1936 гг. — инженер экспериментального галлиевого завода «Стройгаз» треста «Союзгаз», станция Дергачи Саратовской области.
- 1936—1941 гг. — старший инженер, групповой инженер, заместитель начальника цеха, исполняющий обязанности начальника цеха;
- 1941—1942 гг. — заместитель главного инженера проектно-монтажной конторы треста «Теплоконтроль» наркомата электропромышленности СССР, г. Москва.
- 1942—1948 гг. — директор треста «Центротепло-контроль» наркомата авиационной промышленности СССР, г. Москва.
- 1948—1954 гг. — начальник специального монтажного управления «Теплоконтроль» министерства машиностроения СССР.
- 1954—1956 гг. — начальник ПКБ-12 треста «Теплоконтроль» министерства машиностроения и приборостроения СССР, г. Москва.
- 1956—1957 гг. — заместитель министра приборостроения и средств автоматизации СССР.
- 1957—1958 гг. — заместитель начальника отдела электротехнической и приборостроительной промышленности Госплана СССР.
- 1958—1959 гг. — заместитель председателя Научно-технического совета по комплексной механизации и автоматизации производственных процессов Госплана СССР.
- 1959—1960 гг. — исполняющий обязанности начальника Вычислительного центра при Госплане СССР.
- 1960—1963 гг. — заместитель председателя Государственного комитета Совета Министров СССР по автоматизации и машиностроению.
- 1963—1965 гг. — председатель Государственного комитета по приборостроению, средствам автоматизации и систем управления при Госплане СССР — министр СССР.
- 1965—1966 гг. — первый заместитель министра приборостроения, средств автоматизации и систем управления СССР.
- 1966—1979 гг. — заместитель председателя Госплана СССР.

С февраля 1979 года — персональный пенсионер союзного значения.
Умер 9 мая 1984 года, похоронен на Новодевичьем кладбище в Москве.

## Награды и звания
- Орден Ленина (дважды),
- орден Октябрьской Революции,
- орден Трудового Красного Знамени (трижды),
- орден Красной Звезды.

## Интересный факт
13 мая 1977 года государственная комиссия Госплана СССР под руководством М. Е. Раковского подписала акт о приёме в эксплуатацию автоматизированной системы управления Волжским автомобильным заводом — «АСУ-ВАЗ».